# Andy North
Andrew Stewart North (Thorp, 9 marzo 1950) è un golfista statunitense.
Ha conquistato nel 1978 e nel 1985 lo U.S. Open.

## Carriera
Giocò per l’Università della Florida dal 1969 al 1972, quando passò al professionismo. Nel 1975 giunse quarto al PGA Championship. Due anni più tardi arrivò la prima vittoria nel PGA Tour, al American Express Westchester Classic. L’anno successivo trionfò per la prima volta in un major, lo U.S. Open, dove vinse all’ultima buca. Si sarebbe poi ripetuto allo U.S. Open 1985, altrettanto combattuto. Grazie a questo successo partecipò alla Ryder Cup 1985. Nel 1992 intraprese una carriera in televisione e dal 2000 gioca nel Champions Tour. In totale, da professionista, ha ottenuto quindici titoli.

## Vittorie in carriera

### PGA Tour (3)
| Tornei Major              |
| Altri tornei del PGA Tour |

| N° | Data           | Torneo                               | Punteggio            | Margine | Secondo/i classificato/i                |
| -- | -------------- | ------------------------------------ | -------------------- | ------- | --------------------------------------- |
| 1  | 21 agosto 1977 | American Express Westchester Classic | -7 (66–70–65–71=272) | 2 colpi | Geroge Archer                           |
| 2  | 18 giugno 1978 | U.S. Open                            | +1 (70–70–71–74=285) | 1 colpo | J.C. Snead, Dave Stockton               |
| 3  | 16 giugno 1985 | U.S. Open(2)                         | -1 (70–65–70–74=279) | 1 colpo | Dave Barr, Chen Tze-chung, Denis Watson |